# Жанадала (Жаркаїнський район)
Жанадала́ (каз. Жаңадала) — село у складі Жаркаїнського району Акмолинської області Казахстану. Входить до складу Жанадалинського сільського округу.
Населення — 80 осіб (2021; 105 у 2009, 674 у 1999, 1288 у 1989).
Національний склад станом на 1989 рік:
- росіяни — 31 %;
- казахи — 30 %.

Станом на 1989 рік село називалось Жанадали.